# Discos fonográficos poco habituales
A partir del surgimiento del disco estándar (33 RPM, 45 RPM y 78 RPM en discos de 7" y 12"), comenzaron a aparecer discos fonográficos poco habituales fabricados con materiales distintos, con colores llamativos, de multitud de tamaños y con una infinidad de diseños.

## Tamaños inusuales

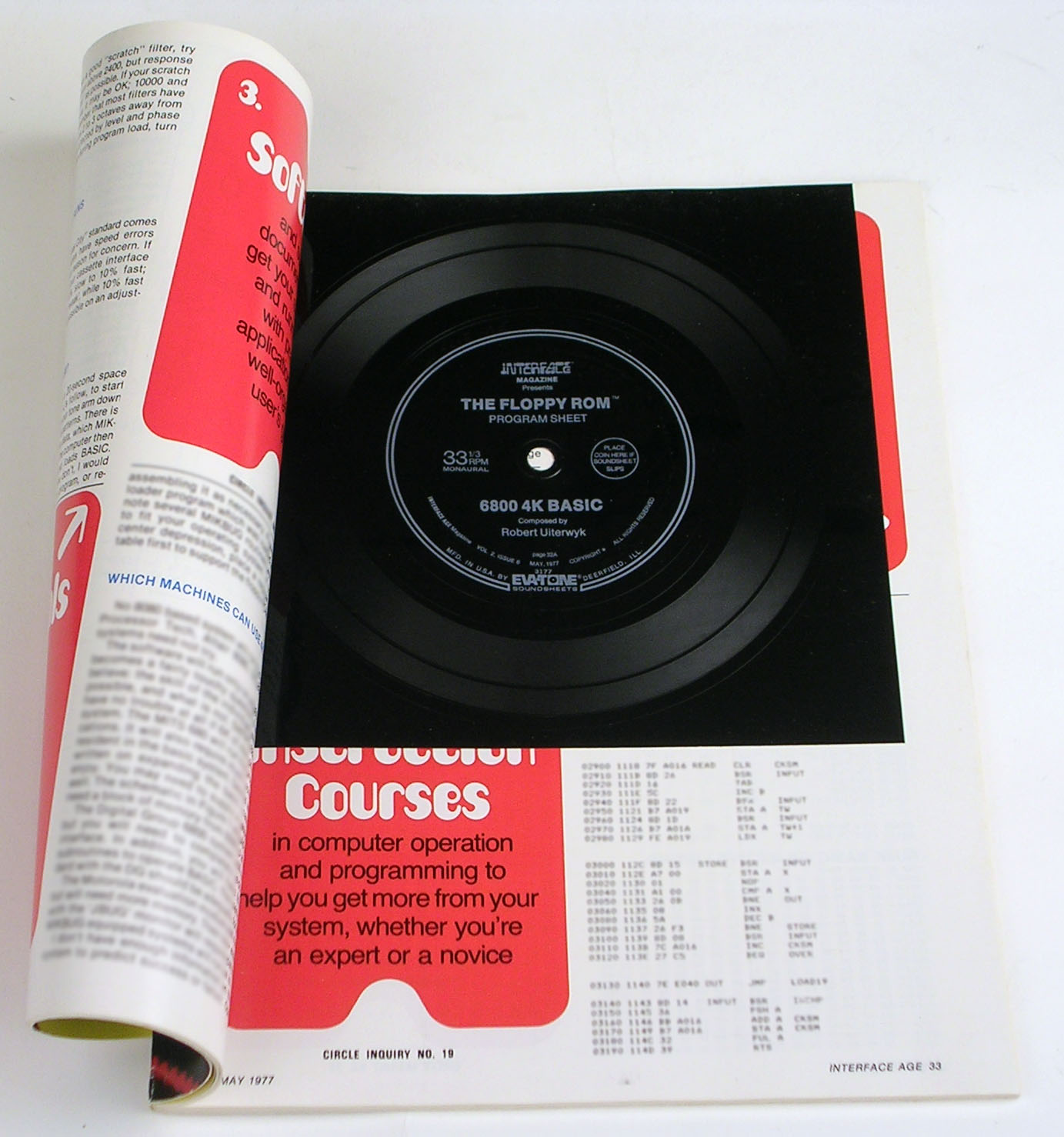
Flexidisco en el interior de una revista.

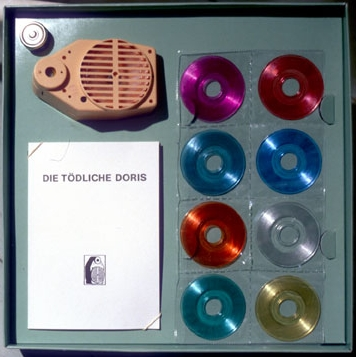
Vinilos de 4" de la obra "Chöre und Soli" (1984).

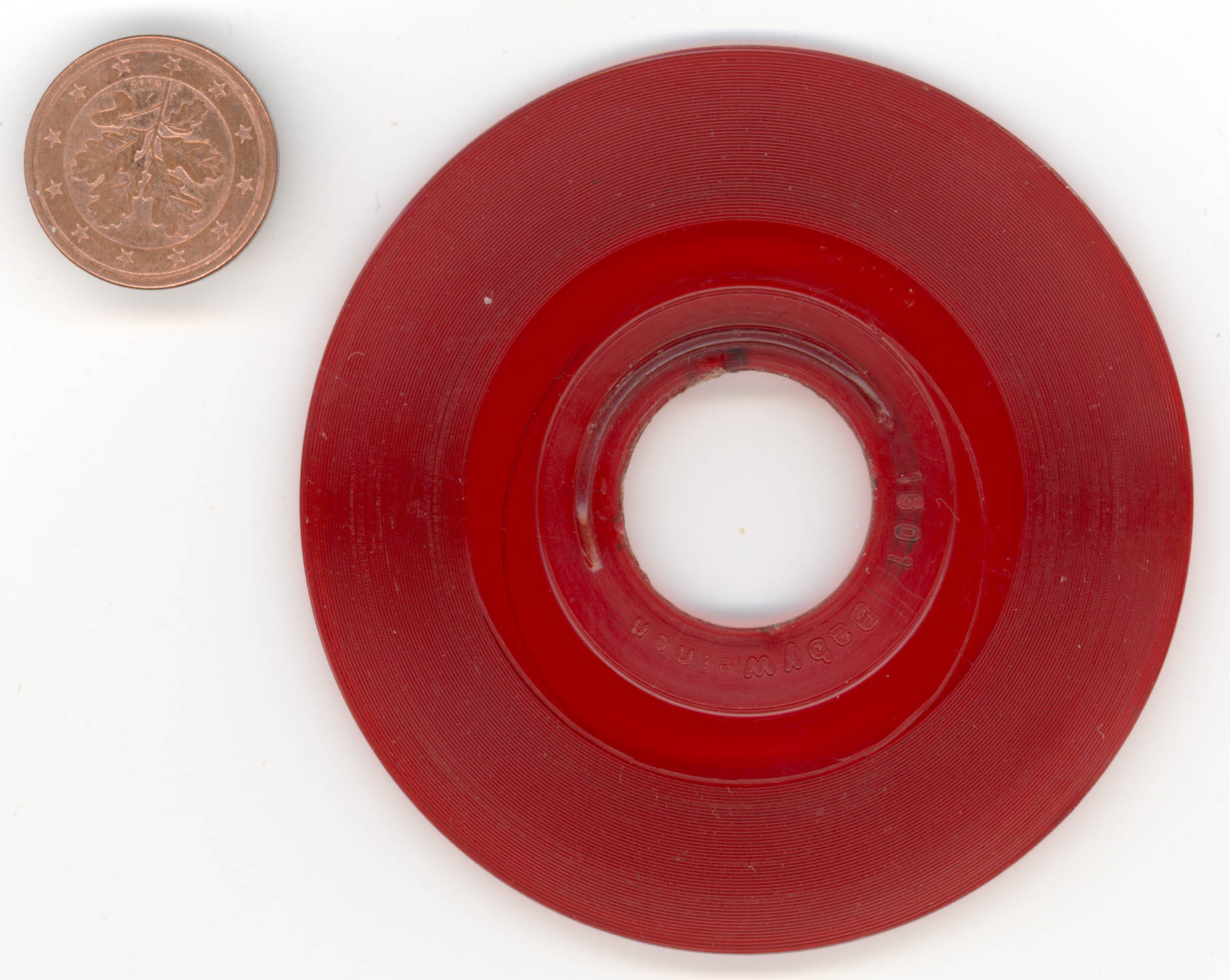
Disco de 2,25" de una muñeca parlante.

- Discos de pasta en Europa: en las tres primeras décadas del siglo XX las empresas europeas, incluyendo Pathé, Odeon y Fonotipia realizaron grabaciones en una gran variedad de diámetros, incluyendo 21, 25, 27, 29, 35 y 50 cm (alrededor de 8½", 10", 11 ¾ ", 12", 14" y 20").

- Discos de 16" y 20": los estudios de radiodifusión empleaban discos de acetato especiales de 16" y 20" a 78 RPM para grabar "transcripciones", utilizados tanto para la redifusión de contenidos como para la emisión de mensajes comerciales o anuncios. Estos discos podían proporcionar hasta 20 minutos de material sonoro con muy buena fidelidad (lo que hacía indistinguibles las emisiones originales de la redifusión de las mismas para la inmensa mayoría de los oyentes).

- 8" EP: formato utilizado principalmente en las grabaciones japonesas de los años 1980 y 1990, y después de 1992 también en los Estados Unidos.

- Grabaciones para niños de 7": se hacían grabaciones a 78 RPM con estos tamaños para los niños. Los discos de 78 RPM de las décadas de 1920, 1930 y 1940 estaban hechos de una goma laca frágil, y las grabaciones se podían romper fácilmente con el uso cotidiano. En la década de 1950, se introdujeron los discos "irrompibles", los famosos discos de pasta. Fue un formato común para las grabaciones destinadas a los niños, dado que se trataba de discos de 7" a 78 RPM de fácil manejo por las manos infantiles gracias a su pequeño tamaño y durabilidad. Durante la década de 1950, aparecieron los discos de 6" Little Golden Records fabricados de plástico brillante amarillo, que se podían ver en la mayoría de las salas de juegos para niños en los Estados Unidos.

- Los flexidiscos de 6", 7", 8" y 9": eran populares en Japón y con el formato circular, ya que en otros países eran generalmente cuadrados y a menudo estaban incluidos en una revista. Por ejemplo, la revista estadounidense National Geographic en 1979 incluyó un disco flexible con sonidos de ballena, titulado Songs of the Humpback Whale.

- Las grabaciones de 5", 6", 9", 11" y 13": en 1980, el grupo británico Squeeze lanzó un disco de 5 pulgadas a 33⅓ RPM (grabación de vinilo) de la canción "If I Didn't Love You", acompañada por el tema "Another Nail In My Heart" (A & M Records AM-1616/SP 4802). Debido a restricciones del espacio de los surcos, ambas canciones fueron mezcladas en monoaural para que ocuparan menos espacio. A finales de los años 1980, la banda Spirit lanzó un sencillo de 6 pulgadas, una regrabación de su éxito de finales de la década de 1960 "Fresh Garbage", de Mercury Records. Bandas de hardcore punk en la década de 1990 comenzaron a publicar EP en todos los tamaños de vinilo de 5" a 13" de diámetro. El grupo británico Alien Sex Fiend, fue la primera banda en publicar un disco de 11", en octubre de 1984. El grupo de música industrial Nine Inch Nails lanzó una serie de edición limitada de discos de 9" para la promoción del sencillo "March of the Pigs" de su álbum The Downward Spiral de 1994.

- Discos de 120 mm: el artista techno Jeff Mills lanzó un raro sencillo que es un disco fonográfico por un lado, y un disco compacto por el otro. Aunque sea llamado disco de 5", en realidad es solo de 4,7", ya que si fuera de más de 120 mm no podría reproducirse en los lectores de discos compactos.[1]

- Discos de 4": formato utilizado en 1984 como reclamo comercial por el grupo alemán Die Tödliche Doris en su obra "Chöre und Soli", editada en un álbum de ocho vinilos coloreados.[2]

- Discos de 2,25": se utilizaban en muñecas parlantes, dotadas con un tocadiscos en miniatura accionado por un mecanismo de cuerda o a pilas, capaz de reproducir el lloro o la risa de un bebé.[3] El orificio interior era de aproximadamente 2/3 de pulgada.

- Disco de 1": fue lanzado por la banda de hardcore Spazz por el sello Slap A Ham Records. Contiene una pista por cada lado: "Hemorrhoidal Dance of Death" (grabado a 78 RPM) y "Patches Are For Posers" (grabado a 33 RPM). La edición fue limitada, solo de 14 copias. Del mismo modo, la banda japonesa Slappers dio a conocer su 2" por el mismo sello, en una edición limitada de 666 copias.

## Materiales inusuales

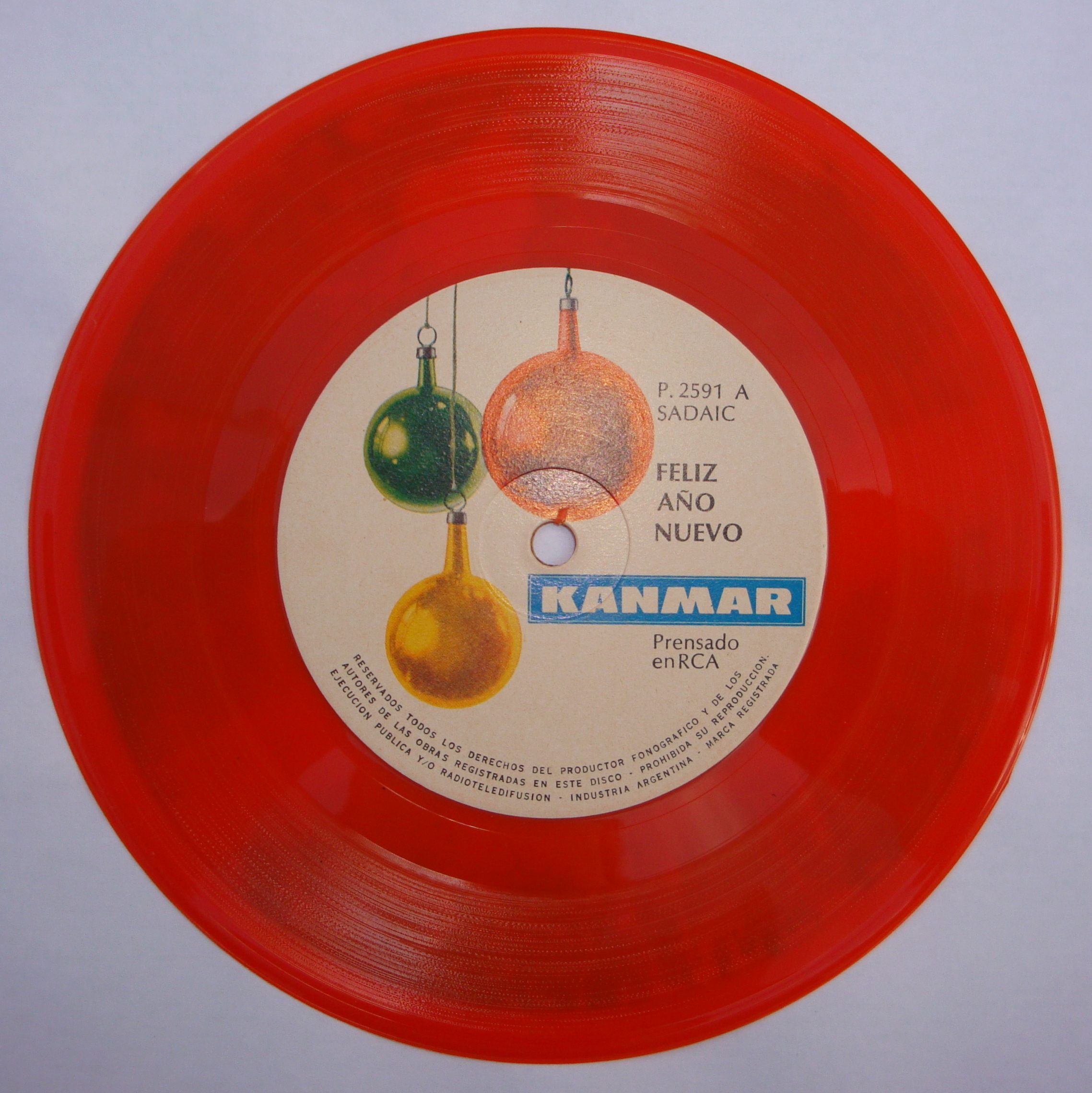
Inusual sencillo de 6" de color rojo.

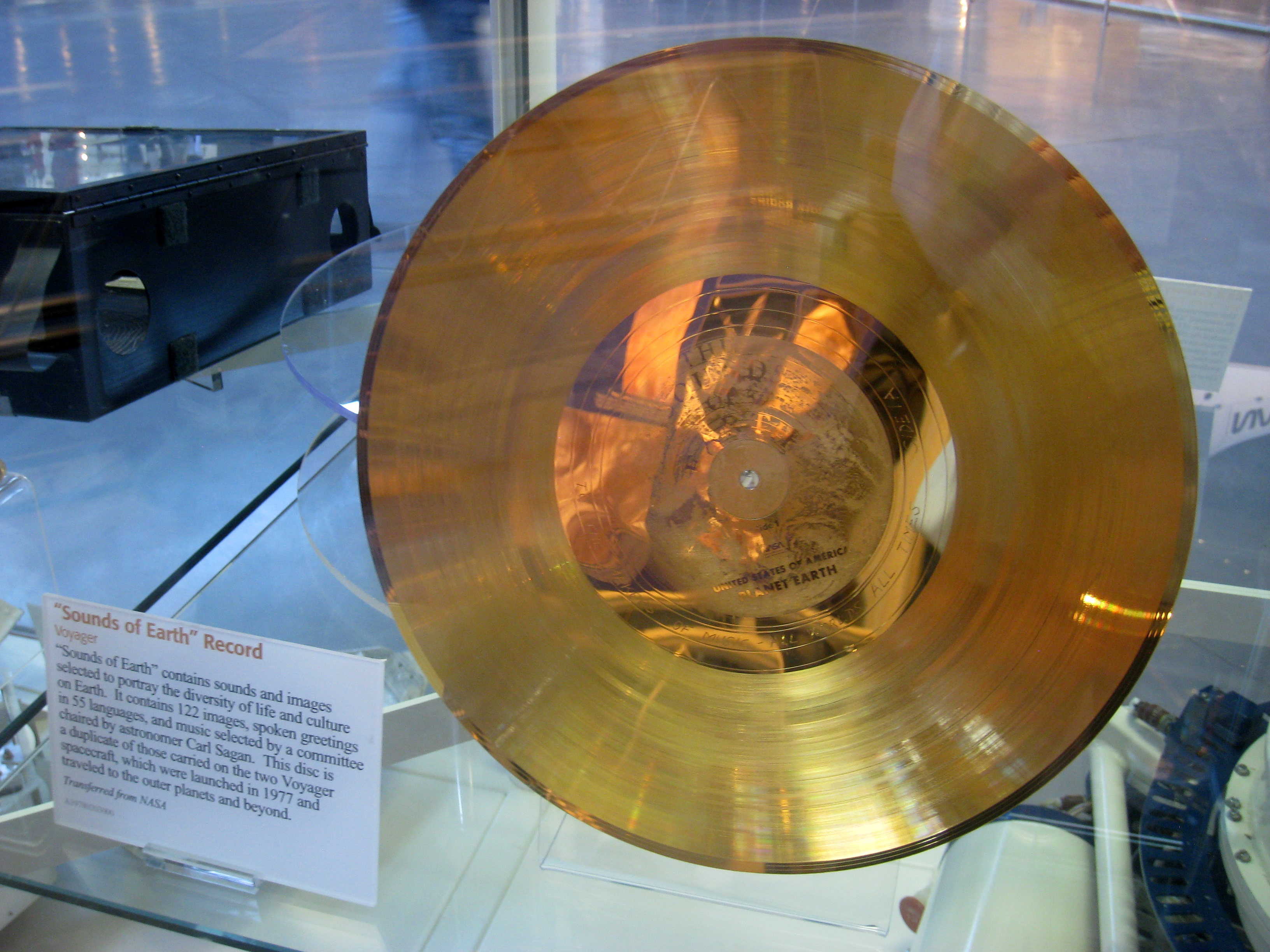
Sounds of Earth: disco de 12" chapado en oro.

- Los flexidiscos de 7" a 33 RPM se utilizaron ocasionalmente como insertos en libros que incluían suplementos de audio. Consistían en grabaciones de LP que se podían fabricar muy delgadas, utilizando láminas flexibles de vinilo (o de papel laminado). Al menos se llegó a publicar una "revista" con una encuadernación en espiral, que incluía un agujero perforado en el centro a través de toda la revista, y con cuatro o cinco de estas grabaciones flexibles incluidas en ella.

- Las tarjetas de melodías eran muy populares a finales de 1950. Estas cartas tomaron la forma rectangular de una postal de gran tamaño con el espacio necesario para escribir la dirección y la felicitación por un lado y una ilustración en el otro. La ilustración estaba recubierta con un material plástico transparente en el que se imprimían los surcos de una grabación por lo general musical. Se solían reproducir a 45 RPM, y se recomendaba que no se escribiera sobre ellas con bolígrafo.

- En la Unión Soviética se grabaron clandestinamente durante las décadas de 1950 y 1960 numerosos discos de jazz y de otros géneros musicales proscritos por las autoridades comunistas, utilizando como soporte radiografías. Estos registros confeccionados artesanalmente, de una calidad ínfima, son conocidos como discos hueso o roentgenizdat.[4]

- Se llegó a utilizar chocolate para grabar discos, que obviamente, tras ser reproducidos, eran consumidos. Aunque la vida útil de la grabación era muy baja (tres reproducciones a lo sumo), la suciedad que dejaba en la aguja si no era limpiada podía convertirse en un problema.[5]

- Una edición especial del álbum An Island Called Earth del grupo británico Yes, combinaba el vinilo con polvo de meteorito.[6]

- El grupo Eohippus editó en un disco de 7" la canción "Getting Your Hair Wet With Pee". Haciendo honor a su título, el disco estaba hecho en parte con orina y cabellos humanos.[6]

- El álbum Gravestone Skylines de la banda Hellmouth se lanzó en noviembre de 2010. Una edición especial de 33 copias estaba hecha con cenizas de una biblia quemada.[6]

- Las dos sondas espaciales Voyager de la NASA (lanzadas en 1977), llevaba cada una en su interior un disco de cobre plateado y dorado de 12" conocido como Sounds of Earth.[7]

## Velocidades inusuales

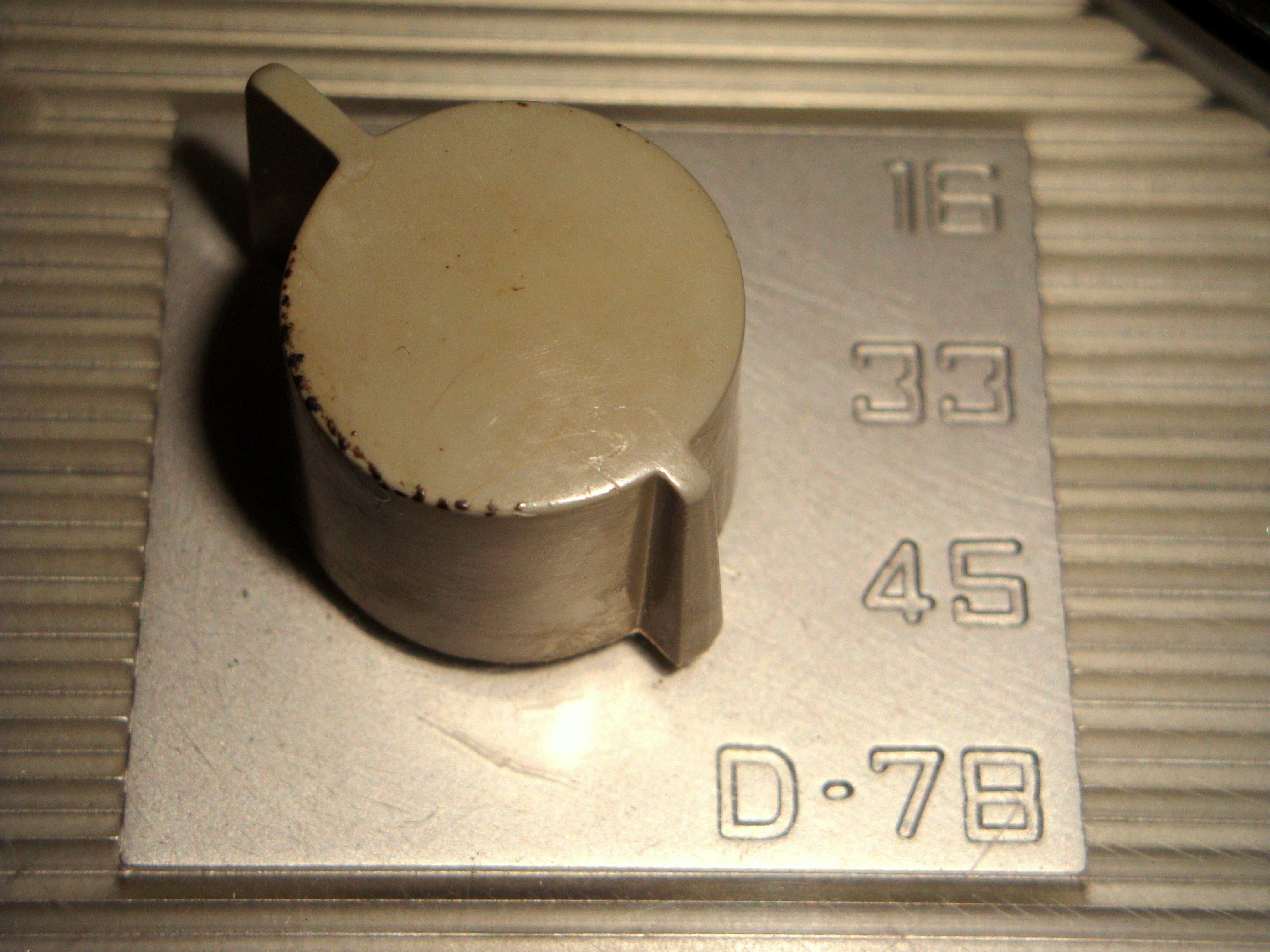
Selector de velocidad para discos, aunque se puede apreciar que estaba presente la velocidad de 16 RPM, se llegaron a editar muy pocos discos con esta velocidad.

- 3 RPM en 12": Third Man Records, la discográfica de Jack White, editó un disco de 12" que debe ser reproducido a 3 RPM, con motivo de festejar los primeros tres años del sello discográfico.[6]

- 8 RPM en 7": este formato de grabación fue desarrollado y patrocinado por American Foundation for the Blind (es: Fundación Americana para los Ciegos). El disco es capaz de contener una grabación de 4 horas de duración.[8] El formato fue utilizado más tarde para distribuir revistas de diez pulgadas, los flexidiscos, grabados en 8⅓ RPM. Estos discos fueron hechos de plástico delgado y flexible, literalmente, de forma similar a una hoja. La primera revista que distribuyó estos discos ampliamente en el formato de disco flexible para las personas ciegas fue U.S. News & World Report.[9]

- 16 RPM en 7" y a veces en 12": este formato fue creado con la intención de grabar cuentos, libros o la biblia. No tuvo mucha difusión, pero se llegó a ver en algunos tocadiscos, lo que no induce a considerarlo como un formato muy extraño. Sin embargo, su rareza proviene de que se fabricaron pocos discos en un corto lapso de tiempo (hoy en día es muy difícil conseguir discos en este formato). Además de la baja velocidad que permitía obtener una gran duración del tiempo de reproducción (un disco de 7" duraba 20 minutos, y uno de 12" dos horas), la aguja para este formato era de un cuarto del tamaño de las convencionales. También se había ideado el formato para poder escuchar estos discos en el automóvil; pero esta idea fracasó igualmente. En realidad, ningún tocadiscos en un automóvil tuvo éxito, porque el automóvil tendría que estar estacionado para que el tocadiscos funcionara correctamente.[10]

- De 60 a 130 RPM: en la década de 1920 no existía una norma para la velocidad de los discos fonográficos. Por eso, las grabaciones se realizaban a velocidades de entre 60 y 130 RPM. Incluso la velocidad de 78 RPM no era aún una norma en todo el mundo, y las grabaciones estadounidenses se registraban a menudo a 78,26 RPM y los discos europeos se registraban a 77,92 RPM. Al principio los gramófonos usaban motores de cuerda, incapaces de controlar con precisión una velocidad constante de 78 RPM, lo que no fue posible hasta la llegada de los motores eléctricos síncronos.[11] Por su parte, la firma Edison Records siempre grababa sus discos a 80 RPM.

## Agujeros inusuales

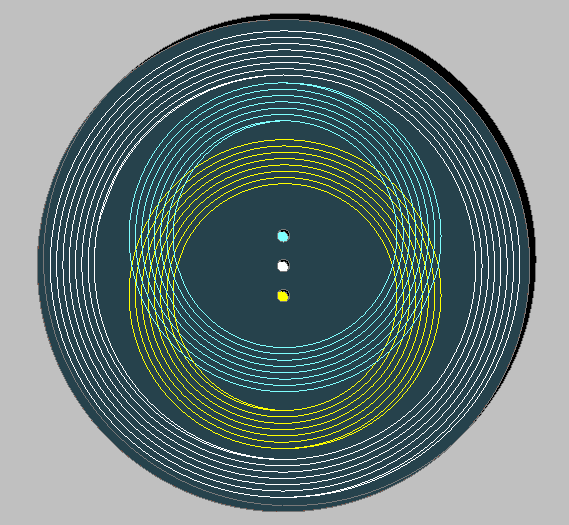
Disco de tres orificios y tres surcos, como por ejemplo el "Lanterns Wicks" de Son Lux.

- En la gran mayoría de las grabaciones el agujero estándar es el agujero pequeño. La principal excepción son los agujeros más grandes en los discos de 7" (a 45 RPM y algunos de 33 RPM). Esto sucedió porque la RCA quería que su sistema fuese incompatible con el sistema de Columbia Records cuando se empezaron a introducir los discos de microsurco de vinilo.[12]

- En un principio, algunos discos de 78 RPM tenían agujeros más grandes, para que el usuario tuviera que comprar tocadiscos con las medidas correspondientes. Standard Records usaba un agujero de media pulgada,[13] Harmony Disc Records usaba un agujero central de 3/4",[14] United Records usaba un agujero de 1,5 pulgadas[15] y el más grande, Aretino, usaba un agujero de tres pulgadas.[16]

- La banda Son Lux editó un disco llamado "Lanterns Wicks" con tres agujeros dispuestos en línea recta, de forma que a cada uno le corresponde un surco distinto (o un corte diferente").[6] Así, al orificio central le corresponde un surco dispuesto en una banda situada en la parte más exterior del disco, que deja libre la mayor parte del interior del vinilo, en donde se acomodan otras dos pistas de radio mucho más pequeño que se cruzan entre sí, formando una especie de "8" rodeado por la pista exterior.

## Grabaciones inusuales
- Doble surco: consiste en grabar dos o más ranuras paralelas en el mismo lado de un disco. En el caso de un disco de dos surcos, cuando se posa la aguja sobre el disco se puede escuchar cualquiera de los dos cortes completamente independientes grabados sobre la misma cara.[17] Un ejemplo de este tipo es el sencillo de 12" de M llamado "Pop Muzik", que contenía en la cara A los temas "Pop Muzik" y "M Factor" grabados de esa manera.

- El sello discográfico Memory Records publicó en 1985 en Alemania una versión de edición limitada de la canción "Talking to the Night" del italiano Brian Ice, que se grabó del centro hacia afuera.[18]

- También en 1985 el Sello Shazam Records editó el maxisencillo de Miguel Mateos "Perdiendo El Control" (versión inglesa) en la cara B para su reproducción en sentido inverso.

## Aspecto inusual
A partir de la década de 1950, algunos sellos discográficos comenzaron a lanzar pequeñas series a partir de discos convencionales utilizando discos ilustrados, que incluían alguna imagen bajo la superficie translúcida del disco, llegando a comercializarse discos directamente en este formato (como el álbum Tubular Bells, de Mike Oldfield). También se produjeron algunos discos con secuencias de imágenes animadas, que se podían visualizar en movimiento mediante un sencillo sistema de espejos al reproducir el disco.    
Cuando RCA Víctor lanzó el disco de 7" a 45 RPM, inicialmente tenía ocho clasificaciones musicales (pop, country, blues, clásica o discos para niños entre otras), de forma que cada género contaba no solo con su propia etiqueta de color, sino que el propio vinilo con el que estaba hecho el disco también contaba con el correspondiente color distintivo. Según los expertos del Centro de Sarnoff, en Princeton, Nueva Jersey, el costo de producir ocho colores diferentes para los discos de vinilo era demasiado elevado, aunque finalmente las etiquetas de diferentes colores se mantuvieron (al menos para la música popular en color negro y la música clásica en rojo).
En la década de 1970, empezaron a aparecer discos con extraños colores y diseños, en especial los de 7" y 12". Estaban fabricados con acetato de colores en lugar del vinilo negro, utilizando todo el espectro cromático posible, que incluía discos transparentes, blancos, rojos, azules, amarillos o incluso multicolores. Algunas grabaciones se publicaron en varios colores diferentes, en un esfuerzo por vender varias veces el mismo producto a un mismo comprador. En la actualidad, es una práctica común en géneros como el hardcore punk, publicar discos de diferentes colores al mismo tiempo.
El álbum Someday World de Eno/Hyde incluye una aplicación especial para teléfonos inteligentes compatible con iOS que permite ver una mini ciudad en realidad aumentada sobre el disco.
|  |  |  |  |

## Ediciones inusuales
En el año 2011 el conjunto estadounidense The Beach Boys editó un sencillo doble con las canciones "Good Vibrations" y "Heroes and Villains" en un disco de 10" a 78 RPM. Tanto el tamaño como la velocidad son muy atípicos para la época.